# احتمال شرطی
احتمال وقوع پدیدهٔ A در حالی که می‌دانیم پدیدهٔ B اتفاق افتاده‌است، یک احتمال شرطی است. احتمال وقوع A به شرط [وقوع] B بدین شکل قابل محاسبه است:
{\displaystyle P(A|B)={\frac {P(A\cap B)}{P(B)}}}
که در آن {\displaystyle P(B)>0} است.
توضیح اینکه می‌دانیم احتمال وقوع هر پدیدهٔ تصادفی (پیشامد) برابر است با نسبت تعداد اعضای آن پدیده (پیشامد) به تعداد اعضای فضای نمونه.
در احتمال شرطی، احتمال وقوع پیشامد، {\displaystyle P(A\cap B)} است که بیانگر احتمال وقوع همزمان پیشامدهای A و B می‌باشد، و با توجه به اینکه می‌دانیم B حتماً اتفاق افتاده، فضای نمونه به B کاهش می‌یابد و نسبت مذکور به صورت فوق محاسبه خواهد شد.
برای نمونه، احتمال اینکه هر فرد معینی در هر روز معین سرفه کند ممکن است تنها ۵٪ باشد. اما اگر بدانیم یا فرض کنیم که آن فرد بیمار است، احتمال سرفه کردن او بسیار بالاتر می‌رود. برای نمونه، احتمال شرطی سرفه کردن یک فرد بیمار می‌تواند ۷۵٪ باشد که در این حالت این‌گونه می‌شود: P(سرفه) = ۵٪ و P(سرفه|بیماری) = ۷۵٪. 

## پیشامد شرطی
فرض کنید دو پیشامد {\displaystyle A} و {\displaystyle B} در فضای نمونه‌ای یکسان داده شده‌اند، در حالی که {\displaystyle P(B)>0} است. احتمال شرطی {\displaystyle A} در حالی که {\displaystyle B} داده شده باشد، خارج قسمت تقسیم احتمال غیر شرطی توزیع احتمال توأم {\displaystyle A} و {\displaystyle B}، و احتمال غیر شرطی {\displaystyle B} است. هرچند که در این نمونه میان A و B رابطه وجود دارد، چنین رابطه یا وابستگی بین A و B ضروری نیست و نباید همزمان رخ دهد.
{\displaystyle P(A|B)\triangleq {\frac {P(A\cap B)}{P(B)}}}
رابطه بالا که تعریف چگونگی محاسبه احتمال شرطی است، توسط کولموگروف تعریف شده‌است. گرچه، نویسندگان دیگری مانند دفینیتی ترجیح می‌دهد که احتمال شرطی را به عنوان بدیهیات آماری تلقی کند. گرچه از نظر ریاضی معادلند ولی ممکن است از نظر فلسفی ترجیح داده می‌شود:

## اصل ضرب
برای احتمال اشتراک دو پیشامد {\displaystyle A} و {\displaystyle B} می‌توان نوشت:
{\displaystyle P(A\cap B)=P(A|B)P(B)}
در حالت کلی قاعده ضرب به صورت زیر بیان می‌شود:
{\displaystyle P(E_{1}E_{2}E_{3}...E_{n})=P(E_{1})P(E_{2}|E_{1})P(E_{3}|E_{2}E_{1})...P(E_{n}|E_{1}...E_{n-1})}
اثبات:
برای اثبات قاعده ضرب تعریف احتمال شرطی را در طرف راست رابطه می‌نویسیم
{\displaystyle P(E_{1}){\frac {P(E_{1}E_{2})}{P(E_{1})}}...{\frac {P(E_{1}E_{2}...E_{n})}{P(E_{1}E_{2}...E_{n-1})}}=P(E_{1}E_{2}...E_{n})}

### مثال اول
در ظرفی ۵۲ توپ از ۴ رنگ مختلف (آبی، قرمز، سبز، سفید) که هر یک با شماره‌های ۱ تا ۱۳ مشخص شده‌اند وجود دارد. این توپ‌ها را به تصادف بین ۴ نفر تقسیم می‌کنیم. احتمال این که هر یک از ۴ نفر توپ شماره۱ را دریافت نمایند چقدر است؟
جواب: ابتدا پیشامدهای زیر را تعریف می‌کنیم:
{\displaystyle E_{1}} = {توپ شماره 1 آبی نزد یکی از افراد باشد}
{\displaystyle E_{2}} = {توپ شماره 1 آبی و توپ شماره1 قرمز نزد دو نفر متفاوت باشند}
{\displaystyle E_{3}} = {توپ شماره 1 آبی، توپ شماره 1 قرمز و توپ شماره1 سبز نزد افراد متفاوتی باشند}
{\displaystyle E_{4}} = {همه توپهای با شماره یک نزد افراد متفاوت باشند}
احتمال مورد نظر برابر است با:
{\displaystyle P(E_{1}E_{2}E_{3}E_{4})=P(E_{1})P(E_{2}|E_{1})P(E_{3}|E_{1}E_{2})P(E_{4}|E_{1}E_{2}E_{3})}
E1 فضای نمونه آزمایش است و از طرفی فردی که توپ شماره ۱ آبی را داشته باشد ۱۲ توپ از ۵۱ توپ دیگر را خواهد داشت بنابراین
{\displaystyle P(E_{1})=1}
{\displaystyle P(E_{2}|E_{1})={\frac {39}{51}}}
هم چنین افرادی که توپ شماره ۱ آبی و توپ شماره ۱ قرمز را داشته باشند ۲۴ توپ دیگر از ۵۰ توپ باقی مانده را خواهند داشت؛ بنابراین
{\displaystyle P(E_{3}|E_{2}E_{1})={\frac {26}{50}}}
و در پایان
{\displaystyle P(E_{4}|E_{3}E_{2}E_{1})={\frac {13}{49}}}
بنابراین احتمال این که هر فرد دقیقاً یک توپ با شماره ۱داشته باشد برابر است با.
{\displaystyle P(E_{1}E_{2}E_{3}E_{4})={\frac {(39)(26)(13)}{(51)(50)(49)}}}

### مثال دوم
تاسی را پرتاب می‌کنیم و مشاهده می‌کنیم که عدد رو آمده زوج است. احتمال رو آمدن ۲ چقدر است؟
جواب:
عدد رو آمده را متغیر X تعریف کنید. {\displaystyle P(X=2|X=Even)=1/6*2=1/3}
اگر هیچ اطلاعی از پرتاب در دسترس نبود، احتمال رو آمدن عدد ۲ مانند هر عدد دیگری ۱/۶ بود ولی اکنون می‌دانیم که عدد رو آمده فرد نیست پس احتمال رو آمدن اعداد ۱و۳و۵ برابر صفر است. احتمال رو آمدن سایر اعداد نیز باید در عددی ثابت ضرب شوند که مجموع احتمال یک شود. این عدد معکوس جمع احتمال رو آمدن ۲و۴و۶ در حالت عادی (عدم اطلاع از پرتاب) یعنی ۲=(۱-)^(۱/6+۱/6+۱/6) است پس احتمال رو آمدن عدد ۲ به صورت بالا محاسبه می‌شود.
اگر بخواهیم مثال فوق را از طریق فرمول احتمال شرطی حل کنیم داریم:
{\displaystyle P(A\cap B)=1/6} و {\displaystyle P(B)=1/2} که احتمال مورد نظر ۱/۳ است.

### مثال سوم
وقتی دو تاس را پرتاب می‌کنیم ۳۶ نتیجهٔ حاصل از پرتاب آن‌ها دارای شانس برابر هستند، و احتمال وقوع برای هر یک برابر با ۱/۳۶ است. حال فرض کنید یکی از تاس‌ها را پرتاب کرده و نتیجه برابر ۳ شده‌است. حال می‌خواهیم احتمال این را محاسبه کنیم که مجموع دو تاس برابر با ۸ باشد! در این حالت اگر نتیجه تاس اول برابر با ۳ باشد، حداکثر ۶ نتیجه ممکن برای این آزمایش وجود دارد:
{(۶و۳)، (۵و۳)، (۴و۳)، (۳و۳)، (۲و۳)، (۱و۳)}
از طرفی چون احتمال وقوع هر یک از پیشامدهای بالا یکسان است پس این نتایج هم شانس هستند و می‌توان گفت احتمال هر یک برابر است با ۱/۶. از طرفی احتمال وقوع ۳۰ نتیجهٔ دیگر فضای نمونه برابر با صفر می‌باشد.
حال همان گونه که می‌بینیم زمانی که تاس اول برابر با ۳ باشد احتمال این که مجموع برابر با ۸ باشد برابر است با ۱/۶.
اگر A و B به ترتیب نشان دهندهٔ مجموع دو تاس ۸ و نتیجهٔ تاس اول برابر با ۳ باشند، آنگاه احتمال محاسبه شده عبارت است از احتمال وقوع A به شرط B و با نماد زیر نوشته می‌شود: {\displaystyle P(A|B)}
یک رابطهٔ دیگر هم برای محاسبهٔ این احتمال شرطی می‌توان بدست آورد. می‌دانیم زمانی که B اتفاق بیفتد بدین معناست که فضای نمونهٔ ما به مجموعهٔ B کاهش یافته‌است. همچنین می‌دانیم برای این که A اتفاق بیفتد لازم است که نتیجهٔ واقعی نقطهای از A و B باشد یعنی باید در {\displaystyle A\cap B} باشد که می‌توان این توضیحات را به صورت زیر با نماد ریاضی مطرح نمود:
اگر P(B)>0 باشد آنگاه
{\displaystyle P(A|B)={\frac {P(A\cap B)}{P(B)}}}

## قانون احتمال کل
گاهی محاسبه احتمال شرطی پیشامد A راحت‌تر از محاسبه مستقیم احتمال پیشامد A است. با استفاده از فرمول احتمال شرطی داریم:
{\displaystyle P(A)=P(A|B).P(B)+P(A|B').P(B')}
یا در حالت کلی اگر {\displaystyle \cup _{i=1}^{n}B_{i}=S} که در آن {\displaystyle S} مجموعه مرجع است و {\displaystyle \cap _{i=1}^{n}B_{i}=\emptyset } (مجموعه‌ها جدا از هم هستند و مجموعه مرجع را افراز می‌کنند)
{\displaystyle P[A]=\sum _{i=1}^{n}P[A|B_{i}]P[B_{i}]}

## استقلال
{\displaystyle P(A|B)} و {\displaystyle P(A)} نسبت به هم سه وضعیت دارند:
1. {\displaystyle P(A|B)>P(A)} در اینصورت گوییم دو واقعه همدیگر را تقویت می‌کنند.
2. {\displaystyle P(A|B)=P(A)} در اینصورت گوییم دو واقعه از همدیگر مستقلند.
3. {\displaystyle P(A|B)<P(A)} در اینصورت گوییم دو واقعه همدیگر را تضعیف می‌کنند.

دو پیشامد A و B مستقلند، زمانی که رخ دادن یکی تأثیری روی توزیع احتمال دیگری نداشته باشد.

### مثال
سکه‌ای معیوب داریم که احتمال رو آمدن آن p است. اگر بدانیم سکه در پرتاب اول رو آمده‌است، احتمال آن را حساب کنید که پرتاب دوم رو بیاید.
حل: X را متغیر تصادفی مربوط به پرتاب اول و Y را متغیر تصادفی مربوط به پرتاب دوم در نظر می‌گیریم. مقادیر این متغیرها اگر سکه رو بیاید، ۱ و در غیر اینصورت ۰ است. هدف محاسبه {\displaystyle P(Y=1|X=1)} است.
{\displaystyle P(Y=1|X=1)={\frac {p\cdot p}{p}}=p=P(Y=1)}
همان‌طور که انتظار می‌رفت، مشاهده می‌شود که دو پیشامد X و Y از هم مستقلند.